# Pierre-Jean Garat
Pierre-Jean Garat (Ustaritz, 1764 – Parigi, 1823) è stato un cantante francese.
Nipote di Dominique-Joseph Garat, fu attivo a Parigi dal 1782, autore di ottime romanze da camera. Dal 1796 fu docente al Conservatorio parigino.